# Eson Kandov
Eson Kandov (* 31. Oktober 1941 in Tashkent) war ein bekannter sowjetischer Sänger und Musiker. Er erhielt eine Auszeichnung als nationaler Künstler der usbekischen SSR im Jahre 1974. Er gilt als erster Künstler, der die Republik Usbekistan auf internationaler Bühne im Rahmen des Sopot Festivals „Sopot-73“ vertrat.
Seine Alben und EPs wurden über die Firma Melodiya in den 1970er und 1980er Jahren in der gesamten Sowjetunion erfolgreich millionenfach vertrieben.

## Ausbildung
Nach dem Schulabschluss trat Eson Kandov in die Schauspielabteilung des Theater- und Kunstinstituts ein und entschied sich ab dem zweiten Jahr für das Staatliche Konservatorium Usbekistans in Taschkent. Am Konservatorium lernte er hauptsächlich klassischen Gesang. Nach einer erfolgreichen Teilnahme an einem Wettbewerb am Konservatorium 1964 wurde er als Solist und Sänger in das Varieté-Orchester Usbekistans aufgenommen.

## Musikalische Karriere
Eson Kandov gehörte zu den Solisten des Estrada Symphony Orchestra, das in der usbekischen Sowjetrepublik für das staatliche Fernsehen und Radio 1963 gegründet wurde. Das Estrada-Orchester bestand aus einer großen Streichersektion, Saxophonen, Trompeten, Posaunen, Gitarren, Klavier und Schlagzeug sowie gelegentlich Instrumenten aus älterer usbekischer Musiktradition. Zusammen mit Sängern wie Botir Zokirov, Luiza Zokirova und Elmira Urazbaeva gilt er als Mitbegründer moderner usbekischer Popmusik mit traditionellen Einflüssen in den 1960er Jahren.
1973 vertrat er die Sowjetunion beim internationalen Wettbewerb in Sopot. Im selben Jahr wurde auf der Grundlage des usbekischen Varieté-Orchesters die Tashkent Music Hall gegründet, in der er der führende Solist und Sänger war. Seit 1974 arbeitete er mit dem staatlichen Ensemble „Yalla“ zusammen. 1977 wurde das staatliche Ensemble "Navo" gegründet, in dem er eine Solosektion sang. Die Familie lebt derzeit in Israel, in Tel Aviv. 1991 gründete er sein eigenes Ensemble „Shirey a Olam“ („Lieder der Welt“).